# 黄翊东
黄翊东，清华大学电子工程系教授，中国教育部第六批“长江学者”特聘教授。发表论文数百篇，获得数10项国际专利，承担“973”等多个国家重点项目。担任中国光学学会常务理事，美国光学学会会士、杂志《ACS Photonics》副主编等职。

## 生平
1994年获得清华大学电子工程系博士学位，曾在东京工业大学留学。
2003年7月起，在清华大学电子工程系任教。历任清华大学天津电子信息研究院院长、清华大学学术委员会副主任等职。

## 学术兼职
担任中国光学学会常务理事、基础光学专业委员会委员、微纳光学专业委员会委员，美国光学学会会士等。